# Йаруб
Йаруб (араб. يعرب‎) — имя легендарного родоначальника южных арабов.
Имя «Йаруб» считается вероятным эпонимом арабского языка. В мусульманской генеалогии Йаруб считается сыном Кахтана, библейского Иоктана. В расширенном виде на семь поколений имя пишут Йаруб ибн Кахтан ибн Эбер ибн Шалах ибн Арфахшаз ибн Сим ибн Нух. В мусульманской историографии Йаруба ибн Кахтана называют первым правителем Йемена. Средневековый автор Шамси Каис Рази возводит к Йарубу изобретение куфического письма.